# Shem Rarua
Shem Rarua est un homme politique vanuatais.

## Biographie
Co-propriétaire avec ses six frères d'un bar à Luganville, le « Seven Stars », il est dans le même temps employé par la résidence britannique, l'administration coloniale britannique de ce qui est alors le condominium des Nouvelles-Hébrides, colonie gouvernée conjointement par la France et le Royaume-Uni. Il est cofondateur en 1971 (avec Donald Kalpokas, William Edgel, Peter Taurakoto, Iolu Abil et Aiden Arugogona) du Parti national des Nouvelles-Hébrides, parti anglophone indépendantiste, ses frères et lui devenant les principaux représentants du parti sur l'île d'Espiritu Santo et ayant à plusieurs reprises des altercations physiques avec des membres des partis francophones Tabwemassana et Nagriamel,. En novembre 1973, il agresse physiquement un gendarme autochtone de la gendarmerie française et est condamné à six mois de prison. Face à la menace de manifestations du Parti national pour exiger sa libération, et face aux allégations de Shem Rarua qui dit avoir été malmené par les gendarmes autochtones au commissariat, le commissaire-résident français le fait relâcher en décembre. Le parti organise malgré tout une manifestation devant la résidence française, menée par Kalkot Matas Kelekele,.
Il est candidat malheureux aux premières élections municipales à Luganville en août 1975, mais est élu député de Luganville à la première Assemblée représentative des Nouvelles-Hébrides aux élections législatives en novembre. Sa victoire est contestée par le Nagriamel, accroissant les tensions à Espiritu Santo, et le 5 juin 1976 l'un des frères, Harrison Rarua, abat le veilleur de nuit de l’usine électrique de Luganville, Alexis Formosan, militant du Nagriamel qui avait vandalisé le bar des frères ; l'arme utilisée est la carabine de Shem Rarua. Harrison Rarua est condamné à vingt-cinq ans de prison pour meurtre, ainsi qu'à indemniser la famille de la victime à hauteur de 1 240 000 NHF, tandis que Shem Rarua est condamné à leur verser 360 000.
Comme les autres membres du Parti national, il boycotte les élections législatives de 1977. Il ne se présente pas non plus à celles de 1979, qui amènent à l'indépendance du pays en 1980, les Nouvelles-Hébrides devenant alors le Vanuatu. Restant engagé au Vanua'aku Pati (nouveau nom du parti national), il milite pour un soutien au mouvement indépendantiste de Papouasie occidentale, région sous souveraineté indonésienne. À ce sujet, il fonde et préside le Comité pour la Décolonisation de l'Océanie.
En 1991, lors de la scission du parti, il se joint à Walter Lini qui quitte le parti pour fonder le Parti national unifié. En 1993, le PNU se divise à son tour, Walter Lini se retirant du gouvernement de coalition du parti avec l'Union des partis modérés tandis qu'une faction du PNU menée par Sethy Regenvanu demeure au gouvernement. Avec le secrétaire général du PNU, Charles Bice, Shem Rarua pénètre dans le bureau du ministre des Télécommunications et membre du PNU Onneyn Tahi et, sous la menace, le contraint de signer une lettre de dénonciation du gouvernement. Quittant le PNU, Shem Rarua se présente sans étiquette, et sans succès, dans la circonscription de Port-Vila pour les élections législatives de 1998. Il s'y présente à nouveau sans succès à celles de 2002.
Shem Rarua demeure engagé pour la Papouasie occidentale dans les années 2010 et assiste en 2021, à Santo, aux célébrations du cinquantenaire de la fondation du Vanua'aku Pati.